# Максимафілія

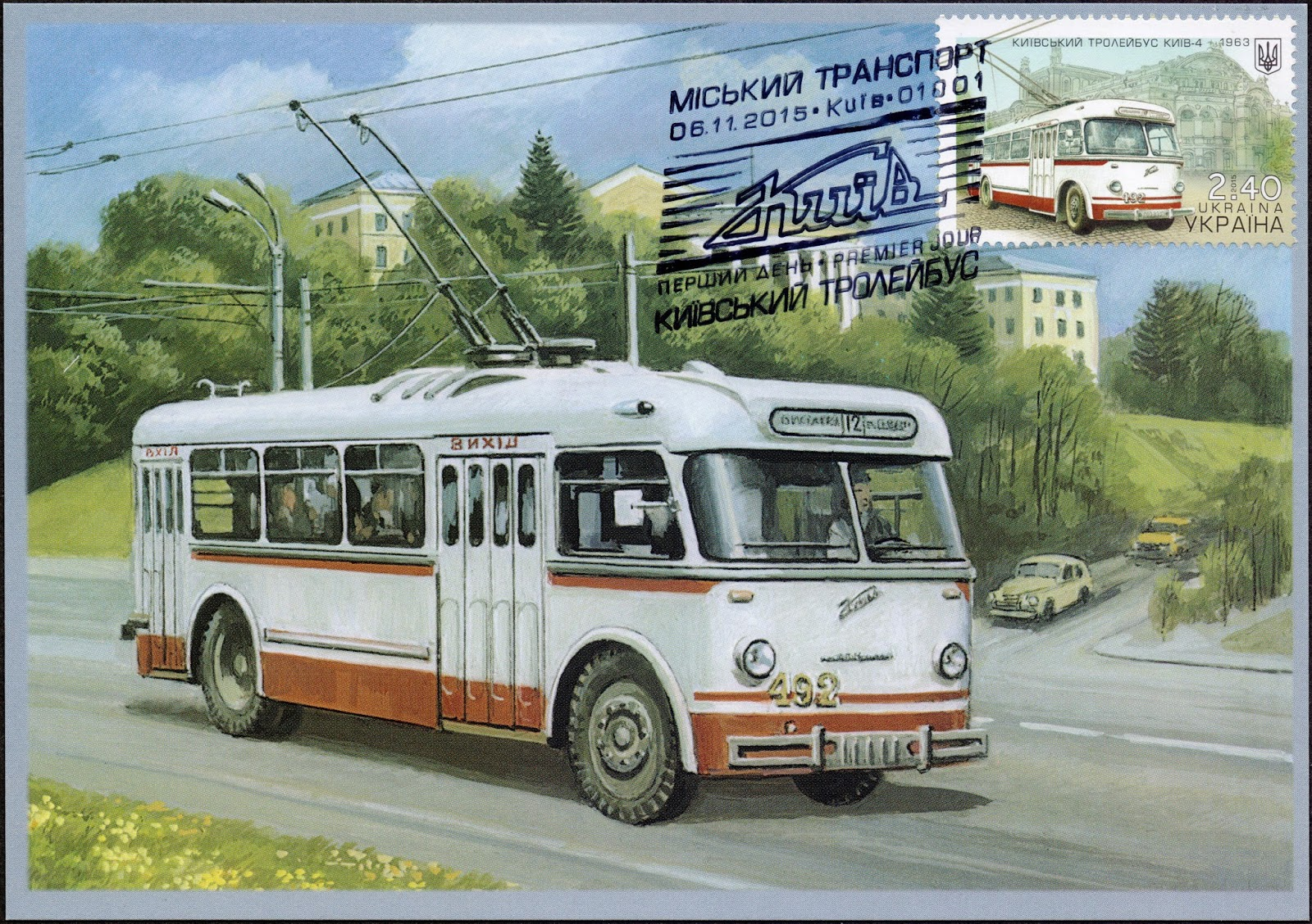
Картмаксімум «Київський тролейбус. Київ-4. 1963-1969», де листівка, марка та штемпель першого дня випуску співпадають

Максимафілія — напрямок філателії, що включає вивчення та створення картмаксимумів.  Це одна з одинадцяти класифікацій філателії, визнаних Міжнародною федерацією філателії (ФІП), і тому має власну комісію ФІП.
Комісія ФІП по максимафілії проводить кожні два роки конференцію з цього питання, востаннє в Сеулі в 2014 році.

## Опис
У філателії картмаксимум (також відома як максі-карта або максікартка) — це листівка з поштовою маркою, розміщеною на стороні із зображенням картки, де марка та карта збігаються або перебувають у максимальній відповідності. Погашення або поштовий штемпель зазвичай пов’язаний із зображенням на лицьовій стороні картки та марки.
Мета максимафілії полягає в отриманні поштової картки, зображення на якій тісно пов'язане із сюжетом поштової марки, а в ідеалі ще й з відповідним поштовим штемпелем.
Якщо всі три ці елементи узгоджуються між собою, то така картка справді є карткою максимальної відповідності (звідси й назва «максимафілія»).
Бажано, щоб зображення на поштовій картці не було просто збільшеним зображенням на поштовій марці, але з цього правила є винятки. Наприклад, такий витвір мистецтва, як картина (а не його деталь), часто показується повністю як на поштовій картці, так і на поштовій марці картмаксимуму.
Не кожна країна випускає картмаксімуми (наприклад, США випустили дуже мало). Деякі, з тих що випускають, мають лише обмежену кількість випусків щороку (наприклад, Німеччина), тоді як інші випускають картмаксимум для кожної марки (наприклад, Австралія).

## Історія
Максимафілія з'явилася на початку XX століття, але набула широкого поширення та організованого характеру тільки після Другої світової війни. До цього картмаксимуми створювалися як сувеніри, найчастіше — для туристів. Максимафілія тісно пов’язана з колекціонуванням тематичних поштових марок, і багато тематичних колекцій доповнюються відповідними картмаксимумами.

## Виставки
Покази картмаксимумів стали популярними на змагальних філателістичних виставках, і FIP розробила спеціальні правила, щоб допомогти оцінювати роботи.